# Міттелангельн
Міттелангельн (нім. Mittelangeln) — громада в Німеччині, розташована в землі Шлезвіг-Гольштейн. Входить до складу району Шлезвіг-Фленсбург. Центр об'єднання громад Міттелангельн.
Площа — 44,98 км2. Населення становить 5277 ос. (станом на 31 грудня 2020).